# Bubble System
Le Bubble System est un système d'arcade introduit par Konami en 1985 dans les salles d'arcade.

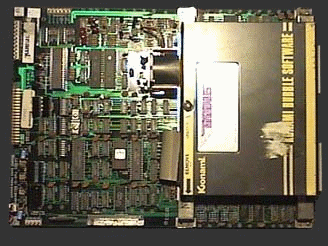
Une carte mère Bubble System et une cartouche (Gradius)

## Description
En 1985, Konami décide d'expérimenter une nouvelle forme (à l'époque) de stockage de données pour ses jeux vidéo d'arcade, le Bubble Software (traduction : logiciel à bulle). Le Bubble System fonctionne selon le couple carte mère / carte fille dont les cartouches utilisent la mémoire à bulles, une sorte de système de stockage magnétique non-volatile. Plusieurs fabricants avaient déjà essayé d'autre supports que la ROM pour leurs jeux tels qu'une disquette ou un lecteur de bande. Ce système devait offrir une plus grande fiabilité que ces supports alternatifs.
Konami utilise pour ce projet son nouveau BIOS G400 légèrement modifié. Le processeur principal est un Motorola 68000. Un Zilog Z80 contrôle le son, via deux puce General Instrument AY-3-8910s, une puce custom Konami SCC (K005289), et un synthétiseur vocal VLM5030. Un câblage harness Scramble est nécessaire.
Malheureusement la mémoire à bulles s'est avéré extrêmement sensible aux champs électromagnétiques exercés par les autres éléments des bornes (haut-parleur, bobine de démagnétisation). Le coût de l'utilisation cette mémoire à bulle était également beaucoup plus important que celui de simples ROM. Ces désagréments ont rendu le système impopulaire, limitant le projet et poussa konami a le stopper, accouchant seulement d'une toute petite liste de jeux. La quasi-totalité des jeux seront portés sur d'autres systèmes utilisant les classiques ROM comme support, dont le célèbre Gradius.
Une borne d'arcade équipée d'un Bubble System est très reconnaissable grâce à sa séquence de démarrage. Un message « Warming up now » est affiché à l'écran, accompagné d'un compte à rebours et d'un petit air de musique (Morning Music). Cet écran d'attente était nécessaire car la mémoire à bulle devait au préalable chauffer jusqu'à 40 à 50° pour pouvoir fonctionner correctement. Konami a fait un clin d'œil en hommage au Bubble System dans deux jeux récents, Morning Music est l'une des pistes jouables dans Keyboardmania (en), l'intro de Konami Classics Series: Arcade Hits (en) reprend lui aussi la mélodie et l'écran de démarrage.

## Spécifications techniques

### Processeur
- Motorola 68000 cadencé à 10 MHz

### Audio
- Processeur : Zilog Z80
- Puce audio :
  - 2 x General Instrument AY-3-8910s PSG
  - Puce custom Konami SCC (K005289)
  - Synthétiseur vocal : VLM5030

## Liste des jeux
| Titre                                   | Développeur | Editeur | Système       | Genre | Date |
| --------------------------------------- | ----------- | ------- | ------------- | ----- | ---- |
| Galactic Warriors                       | Konami      | Konami  | Bubble System |       | 1985 |
| Gradius                                 | Konami      | Konami  | Bubble System |       | 1985 |
| Hyper Crash / Hyper Crush / Attack Rush | Konami      | Konami  | Bubble System |       | 1987 |
| Konami RF2: Red Fighter                 | Konami      | Konami  | Bubble System |       | 1985 |
| TwinBee                                 | Konami      | Konami  | Bubble System |       | 1985 |